# Las Miejski (Nidzica)
Las Miejski ist ein kleiner Ort in der polnischen Woiwodschaft Ermland-Masuren und gehört zur Gmina Nidzica (Stadt- und Landgemeinde Neidenburg) im Powiat Nidzicki (Kreis Neidenburg).

## Lage
Die Waldsiedlung (polnisch Osada lesna) Las Miejski liegt im Südwesten der Woiwodschaft Ermland-Masuren an der nördlichen Stadtgrenze von Nidzica (deutsch Neidenburg), deren Zentrum in vier Kilometer Entfernung erreichbar ist.

## Geschichte
Über die Geschichte und einen evtl. deutschen Namen aus der Zeit vor 1945 gibt es keine Belege. Sehr wahrscheinlich ist der Ort mit der Stadtwald-Försterei gleichzusetzen, die ein Wohnplatz innerhalb der Stadt Neidenburg war. Sie zählte im Jahre 1905 lediglich acht Einwohner.
Die Beziehung zwischen Las Miejski (deutsch „Stadtwald“) und der einstigen Stadtwald-Försterei wird dadurch bekräftigt, das es in dem Ort zwischen 1889 und 1949 einen Haltepunkt an der heutigen Bahnstrecke Działdowo–Olsztyn (Soldau–Allenstein) gab, der bis 1945 die Bezeichnung  Neidenburg Stadtwald, von 1945 bis 1946 Nibork Las (in der gleichen Zeit hieß die Stadt Neidenburg „Nibork“) und dann bis zur Schließung im Jahre 1949 den Namen Nidzica Las trug.

## Infrastruktur
Die Bahnstrecke Działdowo–Olsztyn führt nach wie vor durch den Ort Las Miejski, doch ist die nächste Bahnstation nunmehr die Stadt Nidzica. Über einen nicht ausgebauten Verbindungsweg ist Las Miejski von Nibork Drugi aus zu erreichen.

## Religion
Kirchlich ist Las Miejski ganz auf die Stadt Nidzica bezogen: katholischerseits zur Kirche Mariä Empfängnis im Erzbistum Ermland, evangelischerseits zur Heilig-Kreuz-Kirche in der Diözese Masuren der Evangelisch-Augsburgischen Kirche in Polen.